# Tal der Ahnungslosen
Tal der Ahnungslosen (traducibile pressappoco con Valle degli Ignari) era la maniera in cui veniva satiricamente chiamata in tedesco l'area linguistica della DDR, ovvero la regione a Nord-est di Greifswald comprendente l'isola di Rügen e la regione di Dresda, nella quale non esistevano collegamenti che rendessero possibile la ricezione di onde radio ad alta frequenza e di trasmissioni televisive provenienti dalla Repubblica federale tedesca da ARD e ZDF (cioè di quella che allora veniva chiamata informazione occidentale). Gli abitanti di quest'area, che non erano raggiunti dalle informazioni provenienti dal resto d'Europa, venivano ritenuti scarsamente informati in quanto potevano disporre solo delle notizie filtrate dalla censura della Germania Est. Essi componevano circa il 15% della popolazione totale della DDR.

## Dimensioni dell'area

Mappa della rete radiotelevisiva tedesca. In rosso sono evidenziate le città con emittenti occidentali

Il concetto di Valle della Disinformazione si equivaleva alla denominazione Bacino di Dresda. D'altro canto - in maniera altrettanto satirica - l'acronimo ARD indicante le principali emittenti della Germania Ovest veniva interpretata come Außer Raum Dresden (Fuori dalla portata di Dresda) oppure Außer Rügen und Dresden (Tranne Rügen e Dresda). Pertanto la dicitura "Valle della Disinformazione" non riguardava solamente Dresda e il suo bacino ma anche gran parte della Sassonia orientale, della Lusazia superiore e della Pomerania anteriore

## Conseguenze
Uno studio attraverso l'analisi della documentazione della Stasi è giunto alla conclusione che la popolazione nel distretto non raggiunto dall'informazione occidentale era meno soddisfatta del proprio sistema politico rispetto a coloro che, invece, ne usufruivano. Gli autori riconducono tale risultato al fatto che i media occidentali venissero utilizzati essenzialmente come mezzi di intrattenimento (escapismo mediale) ma non come mezzo di analisi del regime della vicina DDR. L'emigrazione virtuale alleviò quindi l'insoddisfazione e in questo modo stabilizzò lo stesso regime.

## Utilizzo odierno dell'espressione
Il concetto è ancor oggi utilizzato in maniera ironica per indicare l'insieme delle comunità o dei territori tedeschi con scarsa o assente copertura della rete internet con allusione alla situazione della DDR prima del crollo del muro.